# Signs of Life (Pink Floyd)
Signs of Life è un brano musicale del gruppo progressive rock inglese Pink Floyd, contenuto nell'album A Momentary Lapse of Reason del 1987 (tredicesimo in studio per il gruppo); è un pezzo strumentale ed è la traccia di apertura del disco.

## Descrizione
Scritto da David Gilmour e Bob Ezrin, il brano comincia con l'effetto sonoro di un uomo che rema su una barca, seguito dall'ingresso delle tastiere; nella seconda parte del brano entrano anche sintetizzatore e chitarra elettrica con un breve assolo. Il brano nacque da un demo che Gilmour aveva registrato nel 1978.
Fu il primo brano interamente strumentale del gruppo dopo parecchi anni, precisamente da Any Colour You Like, dell'album The Dark Side of the Moon del 1973.

## Formazione
- David Gilmour - Chitarra, sintetizzatore
- Nick Mason - Parlato
- Richard Wright - Tastiere
- Tony Levin - Basso
- Jon Carin - Sintetizzatore
- Bob Ezrin - Tastiere